# Фрідріх III (герцог Лотарингії)
Фрідріх (Феррі) III (нім. Friedrich III., фр. Ferry III, 1238 або 1240 — 31 грудня 1302) — герцог Лотарингії в 1251—1302 роках. Також розглядають його як Фрідріха VI, рахуючи від перших герцогів Верхньої Лотарингії.

## Життєпис
Походив з Лотаринзького дому. Єдиний син Матьє II, герцога Лотарингії, та Катерини Лімбурзької. Народився за різними відомостями 1238 або 1240 року. У 1251 році після смерті батька став новим герцогом. Втім реальна влада через молодість Фрідріха III належала його матері, що стала регентшею. Остання вступила у конфлікт з муніципалітетом Туля та його єпископом Жиле де Соркі, через бажання встановити владу над цим містом. За це її було відлучено від церкви.
У 1255 році після смерті матері оголошений повнолітнім. Тоді ж на виконання домовленості 1249 року відбулося весілля Фрідріха III з донькою Теобальда I, короля Наварри. Цей шлюб сприяв активному пофранцуженню Лотарингії. У 1257 році під час виборів короля Німеччини підтримував родича по матері Альфонсо X, короля Кастилії і Леону.
У 1261 році вимушений був погодитися з приєднанням графства Туль, де правили його родичі, до володінь Тульської єпархії. 1267 року Фрідріх III вступив у конфлікт з Вільгельмом де Транелем, єпископом Меца, та абатством Ремірмон, через намагання обмежити їх привілеї в Лотарингії.
1273 року підтримав Рудольфа Габсбурга при обранні королем Німеччини. У протистоянні з впливовими васалами вирішив спиратися на міста, надавши права буржуазії та муніципалітетам міст Нансі, Нефшато і Лонгві. У відповідь Адріан де Армуаз, сеньйор Максевіль, захопив у полон Фрідріха III, коли той повертався після полювання. Але зрештою за допомогою своєї дружини лотаринзькому герцогові вдалося звільнитися.
У 1283 році наказав збудувати фортецю Пломб'єр на землях Ремірмонського абатства, за що герцогу погрожували відлученням. У 1284 році після шлюбу небоги дружини герцога Фрідріха III з — Жанни Наваррської — з французьким королем Філіппом IV зв'язки Лотарингії з Францією суттєво зросли.
1291 року за ігнорування вимог Папського престолу щодо дотримання прав абатства Ремірмон, папа Климент IV відлучив герцога від церкви і наклав на Лотарингію інтердикт. Лише 1295 року Фрідріх III замирився з Ремірмонським абатством. 1298 року підтримав Альбрехта Габсбурга у протистоянні з королем Адольфом Нассауським.
Помер Фрідріх III у 1302 році, його поховано в абатстві Бопре. Владу спадкував старший син померлого Теобальд.

## Родина
Дружина — Маргарита, донька Теобальда I, короля Наварри й графа Шампані.
Діти:
- Теобальд (1263—1312) — герцог Лотарингії;
- Матьє (д/н—1282) — сеньйор Ена і Борегара
- Фрідріх (д/н—1299) — єпископ Орлеану
- Фрідріх (д/н—1320) — сеньйор де Пломб'єр, Ромон і Бремонкур
- Герхард (д/н — після 1317)
- Ізабелла (1272—1335) — дружина: 1) Людвіга III Віттельсбаха, герцога Нижньої Баварії; 2) Генріха де Сюллі; 3) графа Генріха III де Водемон
- Катерина (д/н—1316) — дружина графа Конрада III фон Фрібурга
- Агнеса (д/н—1275) — дружина Жана II д'Аркура, маршала і адмірала Франції
- Маргарита (д/н—1296) — дружина графа Ебергарда I Вюртемберзького

4 бастарди